# معاون رئیس‌جمهور ایران

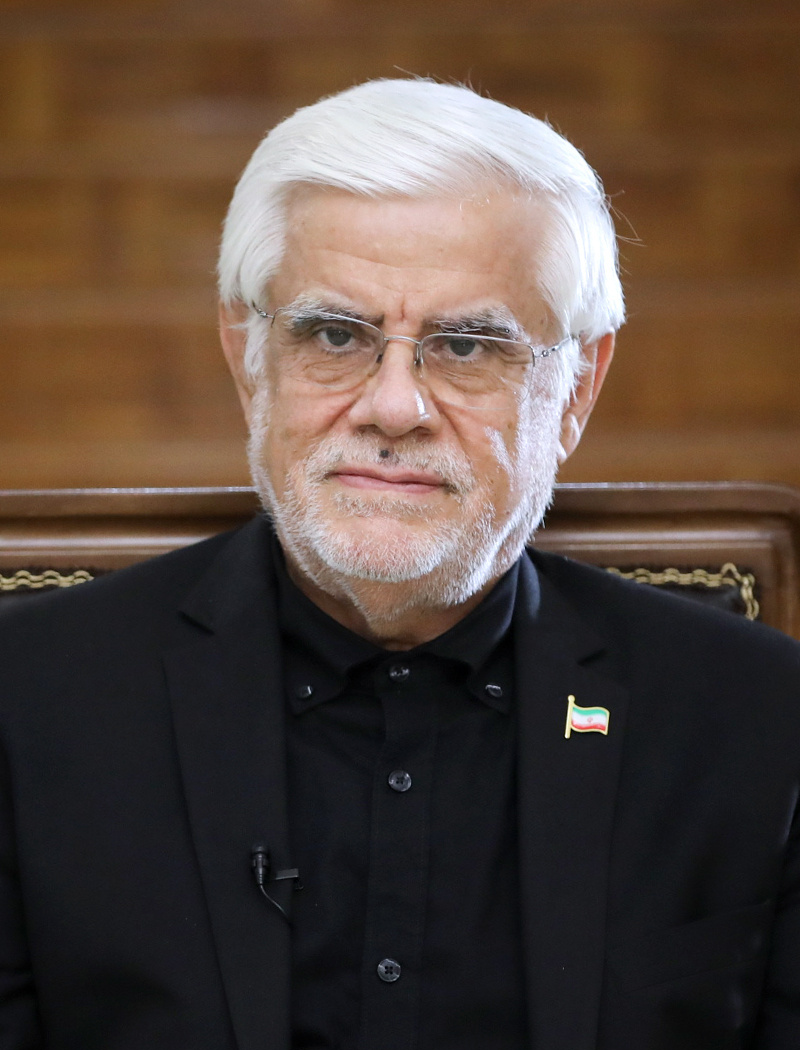
محمدرضا عارف، معاون اول کنونی رئیس‌جمهور ایران

معاون رئیس‌جمهور ایران، شخصی است که از سوی رئیس‌جمهور ایران برای انجام وظایف قانونی و یاری او تعیین می‌شود. از جمله معاونان رئیس‌جمهور، رؤسای برخی از سازمان‌هایی هستند که انتخاب آن‌ها توسط رئیس‌جمهور انجام می‌شود.
معاونان رئیس‌جمهور عضو هیئت وزیران بوده و در جلسات هیئت دولت شرکت می‌کنند. برای تعیین معاونان رئیس‌جمهور نیازی به رأی اعتماد از سوی نمایندگان مجلس شورای اسلامی نیست.
بالاترین جایگاه معاونت رئیس‌جمهور در هیئت دولت، معاون اول رئیس‌جمهور می‌باشد که هم‌اکنون محمدرضا عارف از سال ۱۴۰۳ مسئولیت این سمت را برعهده دارد.

## فهرست
| معاون اول                                   |  | محمدرضا عارف       | ۷ مرداد ۱۴۰۳    | در حال تصدی | مستقل          | [ ۲ ]  |
| معاون امور اجرایی                           |  | محمدجعفر قائم‌پناه  | ۱۱ مرداد ۱۴۰۳   | در حال تصدی | جامعه پزشکی    | [ ۳ ]  |
| معاون امور توسعه روستایی و مناطق محروم کشور |  | عبدالکریم حسین‌زاده | ۱۲ آبان ۱۴۰۳    | در حال تصدی | مستقل          | [ ۴ ]  |
| معاون امور زنان و خانواده                   |  | زهرا بهروزآذر      | ۲۰ مرداد ۱۴۰۳   | در حال تصدی | اتحاد ملت      | [ ۵ ]  |
| معاون امور مجلس                             |  | محسن اسماعیلی      | ۲۶ فروردین ۱۴۰۴ | در حال تصدی | مستقل          |        |
| معاون حقوقی                                 |  | مجید انصاری        | ۱ شهریور ۱۴۰۳   | در حال تصدی | روحانیون مبارز | [ ۶ ]  |
| معاون راهبردی                               |  | محسن اسماعیلی      | ۲۶ فروردین ۱۴۰۴ | در حال تصدی | مستقل          |        |
| معاون علمی، فناوری و اقتصاد دانش‌بنیان       |  | حسین افشین         | ۲۰ مرداد ۱۴۰۳   | در حال تصدی | مستقل          | [ ۷ ]  |
| رئیس بنیاد شهید و امور ایثارگران            |  | سعید اوحدی         | ۲۰ مرداد ۱۴۰۳   | در حال تصدی | مستقل          | [ ۸ ]  |
| رئیس سازمان اداری و استخدامی کشور           |  | علاءالدین رفیع‌زاده | ۲۷ شهریور ۱۴۰۳  | در حال تصدی | مستقل          | [ ۹ ]  |
| رئیس سازمان انرژی اتمی ایران                |  | محمد اسلامی        | ۲۰ مرداد ۱۴۰۳   | در حال تصدی | نظامی          | [ ۱۰ ] |
| رئیس سازمان برنامه و بودجه کشور             |  | سید حمید پورمحمدی  | ۱۴ مرداد ۱۴۰۳   | در حال تصدی | مستقل          | [ ۱۱ ] |
| رئیس سازمان حفاظت محیط زیست                 |  | شینا انصاری        | ۱ شهریور ۱۴۰۳   | در حال تصدی | مستقل          | [ ۱۲ ] |
| رئیس سازمان ملی استاندارد ایران             |  | فرزانه انصاری      | ۱۸ آذر ۱۴۰۳     | در حال تصدی | مستقل          | [ ۱۳ ] |